# The Reformation of Sierra Smith
The Reformation of Sierra Smith (o The Lost Watch) è un cortometraggio muto del 1912 diretto da Allan Dwan.

## Trama
Trama in (EN)  di Moving Picture World  su IMDb

## Produzione
Il film fu prodotto dalla Flying A (American Film Manufacturing Company).

## Distribuzione
Distribuito dalla Film Supply Company, il film - un cortometraggio in una bobina - uscì nelle sale cinematografiche USA il 10 ottobre 1912.